# 金閣寺 (山西省)

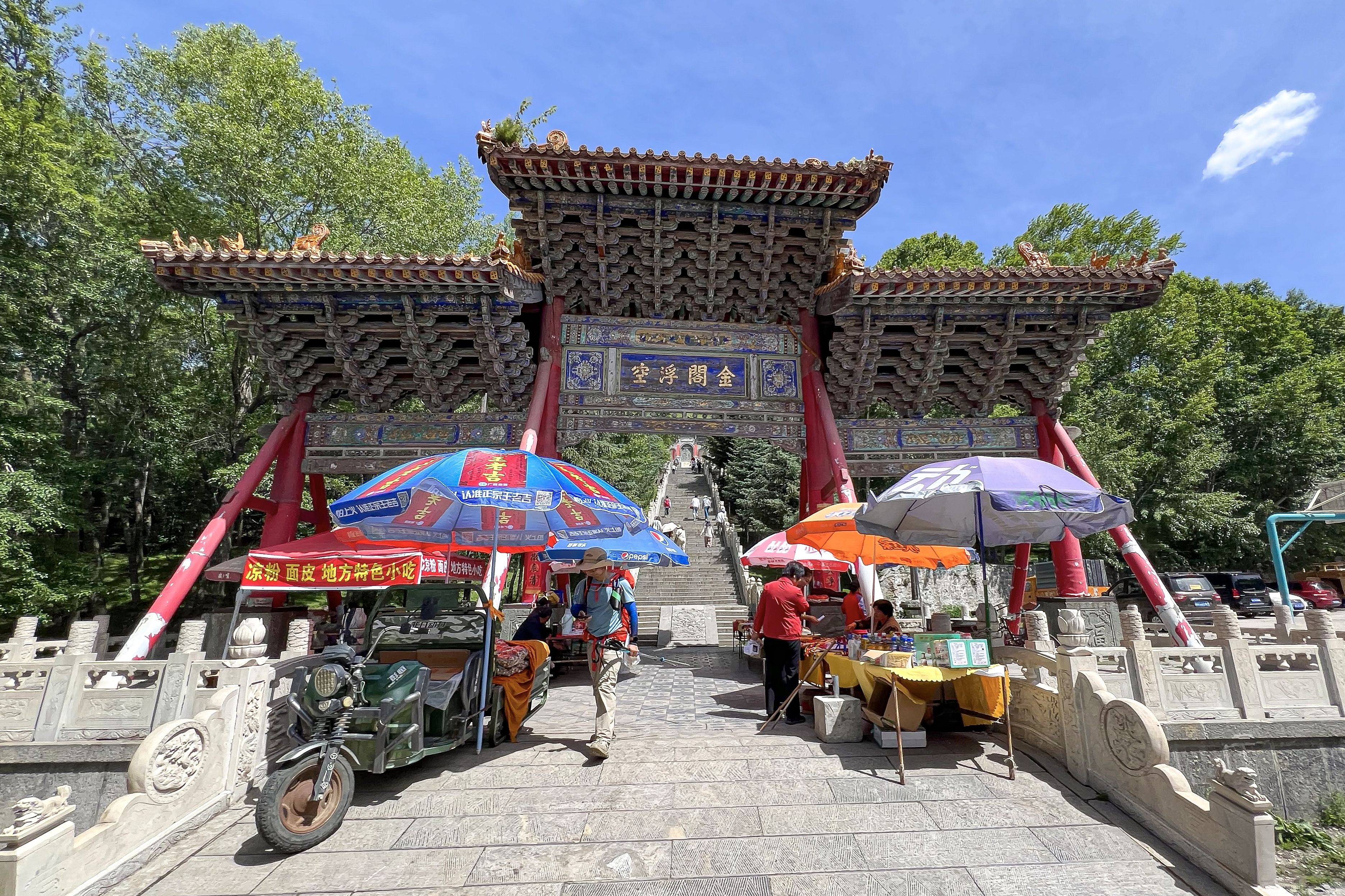
入口

金閣寺（きんかくじ）は、中華人民共和国山西省忻州市五台県五台山にある仏教寺院。屋根に銅の瓦を敷き仏閣を飾ったために「金閣寺」と名付けられた。

## 歴史
金閣寺は唐の大暦元年（766年）の僧の含光（不空の弟子）によって建立された。その後、寺は兵禍を経て、遺跡だけが残された。現存寺院は明清と民国の時に修復された。
文化大革命の時期、紅衛兵により對寺廟などの宗教施設が徹底的に破壊され、寺内のすべての文化財が消えた。1983年、中華人民共和国国務院は仏寺を漢族地区仏教全国重点寺院に認定した。

## 伽藍
山門、観音閣、弥勒殿、観間殿、地蔵殿、菩薩殿、薬王殿、大雄宝殿